# 大垣市民会館
大垣市民会館（おおがきしみんかいかん）は、岐阜県大垣市にあった文化施設。
2024年（令和6年）3月31日で閉館。2024年度から2025年度にかけて解体されることになっている。

## 概要
1968年（昭和43年）5月1日に開館した。
事業業務については、1994年（平成6年）4月に財団法人大垣市文化事業団に移管され、1998年（平成10年）4月に財団法人大垣市文化事業団管理施設となった。2006年（平成18年）4月に指定管理者制度が導入され、財団法人大垣市文化事業団の指定管理施設となった。なお、大垣市文化事業団は2012年（平成24年）4月に公益財団法人となった。
老朽化が進み耐震性にも問題があるため、2024年（令和6年）3月31日で閉館となる。
エントランスホールの壁面には開館に合わせて設置された矢橋六郎のモザイク壁画「花の如くに」（縦3.4メートル、横20.5メートル）がある。この壁画については解体前に取り外され保管されることになっている。

## 施設

### ホール
- ホール - 広さは830.079㎡。席数は1,394席[1]（1階席432席、2階席570席、3階392席）[1]
  - 楽屋（1 - 5）
  - 大楽屋

### 管理棟
- 会議室（1 - 3）
- 中会議室
- 大会議室（1 - 4）
- 公益社団法人大垣青年会議所[1]
- 大垣市結婚相談所[1]
- 市民会館サービスセンター[1]

## 利用案内
- 利用時間 : 9:00 - 21:00
- 休館日 : 水曜日（その日が祝日にあたるときはその翌日）、祝日の翌日（その日が日曜日または水曜日にあたるときはその翌日。その日が火曜日または土曜日にあたるときはその翌々日）、年末年始（12月29日～1月3日）

## 交通アクセス
- 名阪近鉄バス「市民会館」バス停より徒歩すぐ。
  - JR東海道本線・養老鉄道・樽見鉄道大垣駅（大垣駅前バスのりば）より荒尾線「市民会館」行き。
- 国道258号「新田町3丁目」より東進、車で約1分。

## 周辺
- 大垣市民プール
- 大垣市医師会准看護学校
- 西濃運輸本社